# Zona sumraka
Zona sumraka (u izvorniku The Twilight Zone) ime je američke televizijske serije autora Roda Serlinga, koja je osim originalnog emitiranja od 1959. do 1964. godine doživjela još dva nastavka. Žanrovi odnosno teme i motivi epizoda serije kreću se od fantastike, nadnaravnoga, futurizma do kafkijanskih ugođaja.
Uspjeh televizijske serije potaknuo je stvaranje i obradu sličnih tema u drugim medijima, pa su tako stvorene i radijski serijal Zona sumraka, 1983. godine snimljen je istoimeni film, pokrenut je časopis Zona sumraka, a u Disneyjevim zabavnim centrima, npr. onom pariškom, tokijskom i u dva američka postoji zabavna vožnja imena Toranj straha Zone sumraka (The Twilight Zone Tower of Terror).

## Serije
- Zona sumraka (1959.)
- Zona sumraka (1985.)
- Zona sumraka (2002.)